# Áyios Léon
Áyios Léon (Agios Leon) är en ort i Grekland.   Den ligger i prefekturen Nomós Zakýnthou och regionen Joniska öarna, i den sydvästra delen av landet, 260 km väster om huvudstaden Aten. Áyios Léon ligger 463 meter över havet och antalet invånare är 393. Den ligger på ön Zakynthos.
Terrängen runt Áyios Léon är huvudsakligen kuperad, men åt sydväst är den platt. Havet är nära Áyios Léon åt sydväst.Runt Áyios Léon är det ganska glesbefolkat, med 48 invånare per kvadratkilometer. Närmaste större samhälle är Zákynthos, 15,5 km öster om Áyios Léon. 